# Kollerup
Kollerup (dänisch Kollerup) ist ein Ortsteil der Gemeinde Großsolt im Kreis Schleswig-Flensburg in Schleswig-Holstein.

## Lage
Kollerup ist ein landwirtschaftlich geprägtes Dorf, von Äckern umgeben. Das recht kompakt gewachsene Dorf besteht aus mehreren Wohnhäusern und Bauernhöfen. Die zentrale Dorfstraße trägt den Straßennamen Kollerup. Die zweite Straße des Dorfes heißt Süderballig. Sie umrahmt westlich, östlich und südlich das Dorf. Des Weiteren durchläuft die Alte Landstraße, die vom westlich gelegenen Estrup kommt, das Dorf, um von dort weiter zum östlich gelegenen Kollerupholz (Kollerupskov) zu führen (Lage), wo einige weitere Gebäude stehen. Ein Feldbereich bei Kollerup wurde übrigens früher, heutzutage offenbar weniger, Kollerupfeld (Kollerupmark) genannt. Das Dorf Großsolt liegt ungefähr zwei Kilometer westlich von Kollerup. Südöstlich von Kollerup liegt in drei Kilometer Entfernung der Ort Satrup. Die Stadt Flensburg liegt ungefähr zehn Kilometer weiter nördlich entfernt. Direkt südlich des Dorfes Kollerup fließt die Bondenaue, die ein Teil der Treene darstellt, entlang.

## Geschichte

### Anfänge
Das Suffix -rup des Ortsnamens weist darauf hin, dass es sich bei der Siedlung um ein Dorf handelt. Bei „Kolle“ handelt es sich um einen Personennamen. Möglicherweise war „Kolle“ der Gründer des Dorfes „Kollerup“.
Kollerup gehörte offenbar schon seit Jahrhunderten zum Kirchspiel von Großsolt. Wie die anderen umliegenden Dörfer gehörte es ursprünglich zur Uggelharde. 1867 wurde Kollerup offenbar ein Teil der Landgemeinde Bistoft des Kreises Flensburg-Land. Der Offizier und Topograph Johannes von Schröder beschrieb in den 1830er Jahren das Dorf Kollerup mit folgenden Worten: „[...] enthält 2 Dreiviertelhufen, 6 Halbhufen, 2 Kathen, 7 Instenstellen und 1 Hufparzelle, welche Kollerupfeld genannt wird. Eine Vollhufe ist parzelliert und gehört nebst einer Kathe zum Gut Schwensbye. Unter den Einwohnern waren 1834: 1 Krüger, 1 Schmied, 1 Radmacher und 1 Zimmermann. Schuldistrikt Estrup.“

### Ereignisse während und zum Ende des Zweiten Weltkrieges
Während des Zweiten Weltkrieges, vom September bis November 1944, diente Kollerup als Standort einer Kompanie. Im April 1945 waren auf dem Kolleruper Hof der Familie Christiansen offenbar hundert junge Rekruten, im Alter von 16/17 Jahren untergebracht, die offenbar in der Estruper Schule auf ihren Einsatz vorbereitet wurden. Gedrillt wurden sie aber auch auf den Wiesen an der Bondenau bei Kollerup. Dort sollten sie den Fluss überspringen, was vielen misslang. Hin und wieder kamen offenbar Mütter der Jugendlichen zu Besuch nach Kollerup. Ende April wurde die aufgestellte Einheit aus Jugendlichen abkommandiert, ihr Verbleib ist unklar.
Zum Ende des Krieges musste die Deutsche Wehrmacht vor den Alliierten Armeen immer weiter zurückweichen. Für die Berliner Reichsregierung, Reichsministerien und den Sicherheitsapparat waren schon seit Februar 1945 Evakuierungsmaßnahmen vorbereitet worden, die aber erst ab April 1945 zur Ausführung kamen, da mit ihnen die Niederlage nicht frühzeitig eingestanden werden sollte. Noch Ende April, also noch vor dem 1. Mai, soll Generalfeldmarschall Ernst Busch, der zum Oberbefehlshaber Nordwest ernannt worden war, im kleinen Dorf Kollerup den Christiansen-Hof besucht haben. Dem Landwirt Christiansen wurde für den Besuch keine Begründung gegeben, eine Benachrichtigung wurde ihm für die anschließenden drei Tage angekündigt. Am Abend des 1. Mai verkündete der Reichssender Hamburg, dass Hitler gefallen sei und Karl Dönitz zum Nachfolger bestimmt wurde. Die darauffolgenden Tage siedelte sich in Flensburg-Mürwik die letzte Reichsregierung unter Karl Dönitz an. Das Oberkommando der Wehrmacht (OKW) wurde dabei mit nach Mürwik verlegt. Generalfeldmarschall Ernst Busch, der zum Oberbefehlshaber Nordwest ernannt worden war, schlug offenbar gleichzeitig im 10 Kilometer entfernten Kollerup auf dem Hof Christiansen sein Hauptquartier auf. Ihn begleiteten sein Adjutant und Leibarzt. Auf dem Christiansen-Hof waren zuvor schon Kriegsgefangene aus Polen, Serbien, der Ukraine sowie Evakuierte untergebracht worden. Einige dieser Personen wurden auf Grund der Neuankömmlinge ausquartiert. Räumlichkeiten des Hofes wurden zu Büros und einer Telefonzentrale umfunktioniert. Dem eigentlichen Hausherren, dem Landwirt Christiansen, wurde der Zutritt teilweise oder sogar vollständig verwehrt. Es sollte strenge Geheimhaltung gewahrt werden. Auf dem benachbarten Hof der Familie Jacobsen wurden Schlafräume, ein Aufenthaltsraum sowie ein Kartenraum für den zugehörigen Generalstab eingerichtet. Kollerups Häuser und Gehöfte wurden von den Offizieren belegt. Die Mannschaften bezogen die Scheunen. Ungefähr 350 Offiziere und Mannschaftssoldaten hatten sich im Dorf niedergelassen. Das gesamte Dorf wurde von der Außenwelt abgeschirmt. An der Dorfeinfahrt und -ausfahrt wurden Schlagbäume aufgestellt. Bewaffnete Posten kontrollierten die Ausweise von Soldaten und Zivilisten.
Zwischen dem 3. und 7. Mai 1945 besuchte auch Karl Dönitz das Dorf, vermutlich um Ernst Busch zu treffen. Am 4. Mai 1945 unterschrieb Hans-Georg von Friedeburg im Auftrag des letzten Reichspräsidenten Karl Dönitz die Kapitulation aller deutschen Truppen in Nordwestdeutschland, den Niederlanden und Dänemark. Am 5. Mai wurden Busch die Bedingungen der Kapitulation mitgeteilt. Busch fand sich mit der Niederlage nur schwer ab. Die Verhandlungs- und Kapitulationszeremonien am 4. Mai empfand er als entehrend, dennoch musste er die Kapitulationsbedingungen akzeptieren. Der britische Oberbefehlshaber Bernard Montgomery forderte, dass der Stab Busch, dem die deutsche Armee im Nordraum unterstand, an die britische Kommandobehörde angekoppelt würde. Am 6. Mai besprachen Busch, Wilhelm Keitel und Eberhard Kinzel den Aufbau von Verbindungsstäben zu den Engländern. Die besagte Besprechung fand vermutlich ebenfalls in Kollerup statt. Am 7. Mai 1945, also kurz nach der Teilkapitulation, ließ Karl Dönitz auch die Bedingungslose Kapitulation der Wehrmacht erklären. Montgomery befahl Busch die Entwaffnung und Auflösung der deutschen Truppen. Von Kollerup aus setzte der Stab Busch den Befehl, der tausende deutscher Soldaten betraf, zunächst nur schleppend um. Nach einem Gespräch am 13. Mai 1945 zwischen Generaloberst Alfred Jodl, für das OKW, und dem US-Generalmajor Lowell W. Rooks, dem Leiter der Kontrollkommission des Alliierten Oberkommandos (das in Mürwik auf der Patria einquartiert war), arbeitete Busch die ihm gestellte Aufgabe in Zusammenarbeit mit der britischen 21. Heeresgruppe ab. Derweil wurde in Kollerup eine Schreibstube eingerichtet, von der aus deutsche Soldaten aus Norwegen und Dänemark nach Süden geschleust wurden.
Im Mai 1945, hielt sich im Übrigen auch kurzzeitig Heinrich Himmler mit seinem Gefolge in Kollerup auf. Gleichzeitig tauchte der SS-General Curt von Gottberg in Kollerup auf. Heinrich Himmler war über die sogenannte Rattenlinie Nord in den Flensburger Raum gekommen, um sich an der Reichsregierung im Sonderbereich Mürwik zu beteiligen, doch an der Flensburger Regierung im Sonderbereich Mürwik wurde er nicht beteiligt. Beim Flensburger Polizeipräsidium organisierte Himmler sich falsche Ausweispapiere auf dem Namen „Feldgendarm Heinrich Hitzinger“ und in Mürwik eine passende Uniform. In Kollerup soll er sich den Schnäuzer abrasiert haben. Spätestens am 11. Mai 1945 verließ Himmler den Flensburger Raum wieder und flüchtete weiter nach Süden ins niedersächsische Gebiet, wo er letztlich von britischen Soldaten gefangen genommen wurde und kurz danach am 23. Mai 1945 in Lüneburg durch Suizid starb.
Am 23. Mai 1945 wurde schließlich die letzte Reichsregierung im Zuge der Operation Blackout verhaftet. Am selben Tag fuhr ein englischer Jeep mit bewaffneten Soldaten auf dem Christiansen-Hof vor. Die Soldaten betraten das Wohnhaus, verhafteten Busch, nahmen diesem die Kleinfeuerwaffe ab und transportierten ihn ab.

### Seit der Nachkriegszeit
Im Oktober 1946 wurden in Kollerup 207 Einwohner gezählt. Zu dieser Zeit dürfte zu den Einwohnern auch eine ganze Zahl von Flüchtlingen gezählt worden sein.
1947/48 wurde Kollerup der Status einer Gemeinde des Kreises Flensburg-Land zugesprochen.
Bis zum 15. Februar 1970 bestand Kollerup als eine Gemeinde des Kreises Flensburg-Land. An diesem Tag wurde Kollerup nach Großsolt eingemeindet. Zwei Jahre später wurde für die Pflege und Bewirtschaftung des Kolleruper Dorfteichs der Fischereiverein gegründet.

## Gegenwart
Kollerup ist in den letzten Jahrzehnten baulich offenbar nicht gewachsen, und besitzt ungefähr 70 Einwohner. Auch wurde Kollerup, genauso wie das benachbarte Estrup, baulich offensichtlich weniger stark modernisiert als die anderen Ortschaften der Gemeinde Großsolts. Die Optik des Dorfes zeichnet sich bis heute durch alte Baumbestände, Alleen, reetgedeckte Katen sowie eindrucksvolle landwirtschaftliche Anwesen aus. In Kollerup hat sich, wie auch in den anderen Ortschaften der Gemeinde Großsolt, das dörfliche Eigenleben weitgehend erhalten.
Kollerup besitzt einen Dorfplatz, auch Thingplatz genannt (Lage). Zu verschiedenen traditionellen Festen kommen dort die Dorfbewohner zusammen, beispielsweise vor dem Johannistag. Darüber hinaus besitzt das Dorf einen Gemeinschaftsraum, den sogenannten „Hühnerstall“ (an der Alten Landstraße). Dort finden offenbar auch hin und wieder Gottesdienste statt.

## Kolleruper Dorfteich
Seit dem Jahr 1972 existiert im Dorf ein Fischerverein, welcher den Dorfteich in der Dorfmitte pflegt und bewirtschaftet (Lage). Der Dorfteich hat eine Größe von über 600 Quadratmetern. Einmal jährlich am ersten Sonntag im November findet das Kolleruper Karpfenfischen statt, für die gesamte Dorfgemeinschaft ein großer Festtag. Im Jahr 2009 beobachteten beispielsweise 250 Besucher das Ereignis. 2019 wurden beispielsweise 71 Karpfen abgefischt. Einige Tage später findet traditionell das gemeinsame Karpfenessen im Gemeinschaftsraum des Dorfes statt. Im darauffolgenden Frühjahr werden im Dorfteich neue Fische ausgesetzt. Neben der Funktion als Karpfenteich hat der Dorfteich offensichtlich auch noch die Funktion eines Löschwasserteiches. Als im Jahr 2019 ein Gebäude am Dorfanfang an der Straßenkreuzung Alte Landstraße – Kollerup brannte, legte die Feuerwehr einen mehrere hundert Meter Schlauchleitung zum Dorfteich.

## Verschiedenes
- Die Feuerwehr Estrup-Kollerup ist beim Großsolter Ortsteil Estrup im Knooper Weg 3 (in einer Entfernung von ungefähr 2,5 Kilometer Wegstrecke) untergebracht.[43]
- Bei der Weltausstellung Reformation in Wittenberg zum fünfhundertjährigen Jubiläum der Reformation schickte Kirchengemeinde Großsolt-Kleinsolt eine Glocke für Freiluft-Gottesdienste aus Kollerup zur Veranstaltungsstätte. Der Bundespräsident Steinmeier eröffnet die Weltausstellung am Himmelfahrtstag mit dem läuten der Kolleruper Glocke. Später wurde die mobile Glocke wieder heimgeholt.[44]
- Neben der Landwirtschaft spielt in Kollerup offensichtlich auch die Forstwirtschaft eine Rolle. Direkt westlich des Dorfes liegt ein kleiner Wald. An zwei Stellen des Dorfes existiert offenbar ein Weihnachtsbaumverkauf, nämlich unter den Adresse Süderballig 2 und Kollerup 2.
- Wie auch an anderen Stellen der Gemeinde Großsolt,[34] wird auch in Kollerup „Urlaub auf dem Bauernhof“ angeboten.[45]